# Clameur de haro

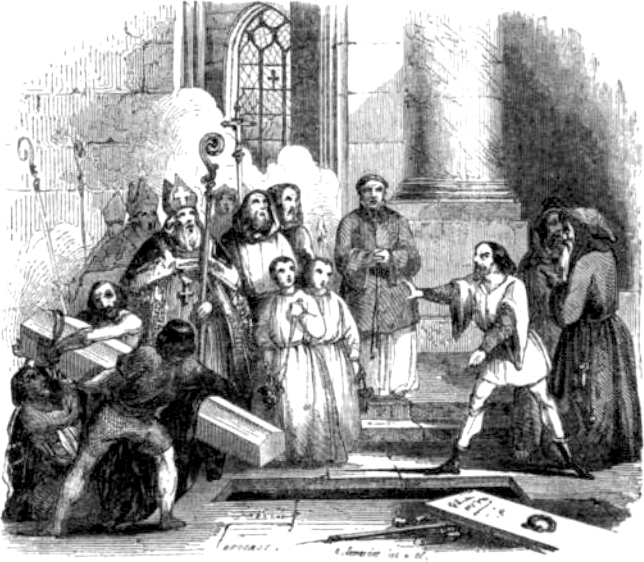
La pompe funèbre de Guillaume le Conquérant interrompue par la clameur de haro d’Asselin.

La clameur de haro est une protestation légale et suspensive ayant eu cours en Normandie, et maintenue seulement de nos jours aux îles Anglo-Normandes, par laquelle on somme quelqu’un de comparaître sur-le-champ devant un juge pour se plaindre en justice par action civile du dommage dont on affirme avoir souffert. Ce type de procédure a aussi été pratiqué de façon plus ou moins courante dans la Gascogne médiévale : il s'agit alors du cri de Biafore.

## Histoire
Appelée quiritatio Normanorum par le juriste Dumoulin, la clameur de haro est une plainte verbale et clameur publique de celui à qui on avait fait quelque violence ou injustice, et qui implore la protection de son prince, ou qui, ayant trouvé sa partie veut la mener devant le juge, en sorte que cette clameur vaut une assignation verbale.
Plusieurs étymologies ont été données pour expliquer le terme de « haro », la plus usitée étant que le terme de haro aurait été une contraction de « ha Rollo », invocation du nom de Rollon, premier duc de Normandie, qui se rendit respectable à son peuple, tant par ses conquêtes que par l’amour qu’il avait pour la justice. Comme, de son vivant, on implorait sa protection par une clameur publique en l’appelant et en proférant son nom, et qu’après sa mort, sa mémoire resta vénérée de son peuple, on aurait continué d’utiliser la même clameur, et le terme de « haro ». Cette étymologie a cependant été mise en doute.
Cette coutume de la clameur de haro témoigne de l’attachement séculaire de la Normandie au respect du droit. L'exemple le plus mémorable de l’usage eut lieu à l’occasion de la mort, à Rouen, au mois de septembre 1087, de Guillaume le Conquérant, duc de Normandie et roi d'Angleterre. Le corps de ce dernier avait été transporté dans l’église de Saint-Étienne de Caen qu’il avait fait bâtir lorsqu’un pauvre homme de la ville de Caen, du nom d’Asselin, osa arrêter la pompe funèbre du prince par une clameur de haro en déclarant que l’église avait été bâtie sur un terrain volé à son père et qu’il s’opposait à ce qu’on y enterrât le Conquérant. Cette clameur de haro interrompit les funérailles, le temps aux évêques et aux seigneurs présents d'enquêter, de reconnaître le bien-fondé de la réclamation d’Asselin, auquel fut payée la somme demandée pour prix du terrain.
Au contraire, lorsque, en 1417, au cours de la guerre de Cent Ans, Henri V fit le siège de Rouen, un prêtre fut député pour lui faire cette harangue : « Très-excellent prince et seigneur, il m’est enjoint de crier contre vous le grand haro ». Henri V ne déféra pas à la clameur et, après un siège de six mois, il se rendit habilement maître de la ville, en l'affamant, par le blocage de tout ravitaillement, tout en accordant des conditions favorables à la reddition du 19 janvier 1419.
Lors de la réunion de la Normandie à la couronne de France, la Normandie avait demandé que la clameur de haro fût maintenue avec tous ses effets juridiques. Depuis, les rois de France ajoutèrent dans toutes leurs ordonnances, édits, déclarations et lettres patentes, la clause, « nonobstant charte normande et clameur de haro », ce qui montre que cette clameur paraissait avoir assez d’autorité pour faire obstacle à l’exécution des nouvelles lois sauf dérogation expresse. Cet usage ne cessa qu’avec la Révolution, lors de l'abolition en France de la Coutume de Normandie, et de la promulgation du Code Civil, le 21 mars 1804, par Napoléon Bonaparte.

## Évolution juridique
L’ancien coutumier de Normandie contenait un chapitre de haro, dont Terrien a fait mention dans son commentaire, liv. XII. ch. XVIII. La même chose se trouve dans l’ancien style de procéder qui est à la fin de ce coutumier, rapporté par Terrien, liv. VIII. ch. XI.

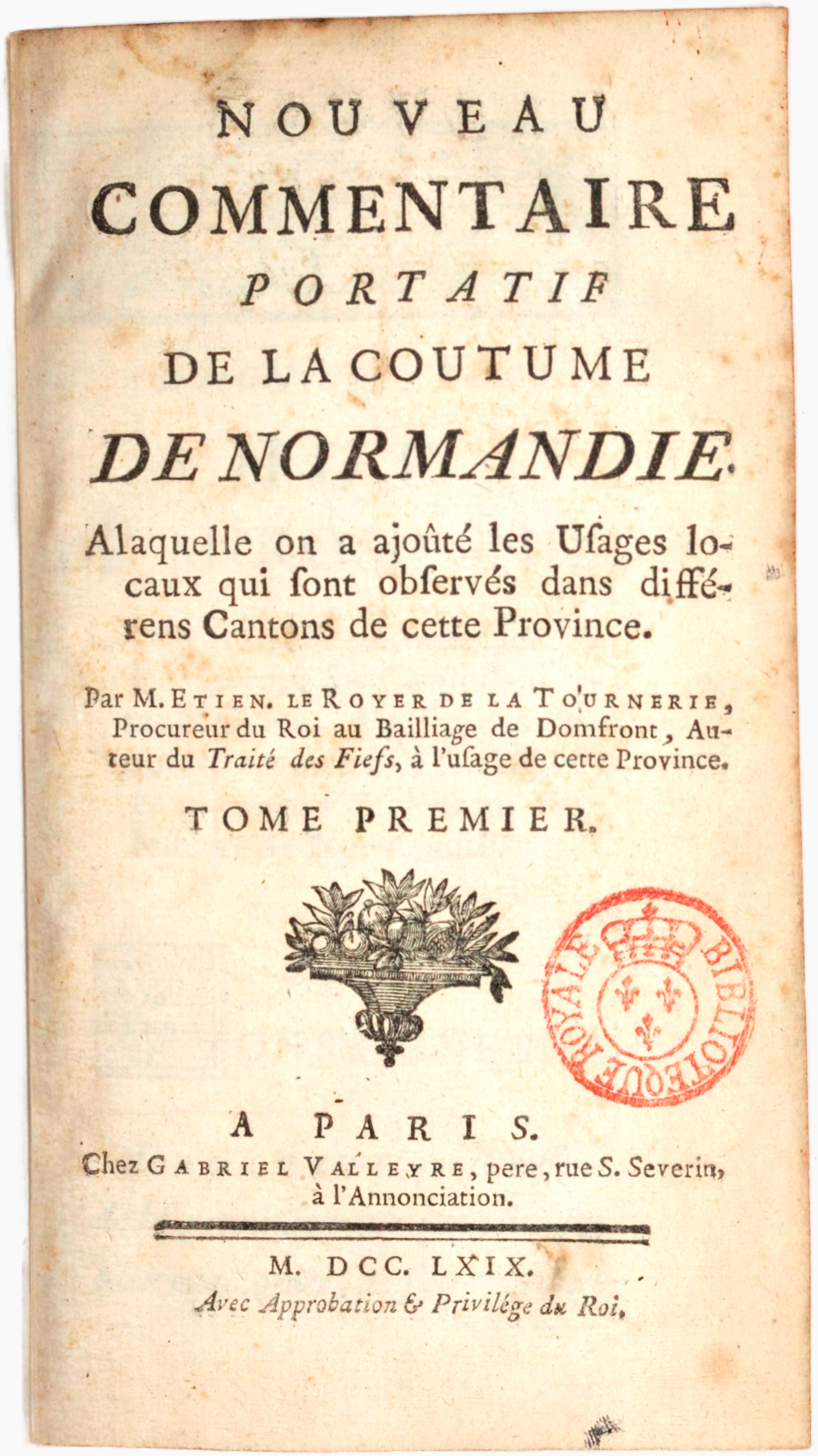
Un commentaire de la Coutume de Normandie par Étienne Le Royer de la Tournerie datant de 1778.

Suivant l’ancienne coutume de Normandie, le haro ne pouvait être clamé que pour une cause criminelle, tel que pour un feu, un larcin, un homicide ou un autre péril évident, mais le style ancien de procéder montre que l’usage avait changé et que la pratique du haro s’était déjà étendue aux cas où il s’agissait de conserver la possession des immeubles et même des meubles.
Pour cette raison, lors de la rédaction de la nouvelle coutume qui commença d’être observée au 1er juillet 1583, les commissaires nommés par le roi et les députés des trois états insérèrent dans le cahier de la réformation l’article 54 stipulant que le haro peut être intenté, non seulement pour maléfice de corps et pour chose où il y aurait péril imminent, mais pour toute introduction de procès possessoire, encore que ce soit en matière bénéficiale ou concernant le bien de l’Église.
Sous le terme de maléfice de corps étaient compris en cet endroit toutes sortes de délits, tels que vols, larcins, incendies ; et ainsi présentement la clameur de haro peut être intentée pour toutes sortes de délits et de contestations civiles, bénéficiales, possessoires et provisoires, même pour meubles : mais lorsqu’il s’agit du pétitoire, il faut prendre la voie ordinaire des actions et observer les formalités prescrites pour les demandes. Il en va de même pour le recouvrement d’un effet mobilier, lorsque celui qui le possède est un homme domicilié et que son évasion n’est pas à craindre.
Il n’est pas absolument nécessaire que la clameur soit exprimée à l’instant même où l’action dont on se plaint est commise ; la clameur peut être intentée etiam ex intervallo, surtout lorsqu’il s’agissait d’un délit et que l’accusé était un homme non domicilié.
Le ministère d’un officier de justice n’est pas requis pour intenter le haro ; il suffit que celui qui crie haro le fasse en présence de témoins et somme sa partie de venir devant le juge, celui qui lance la clameur étant investi à lui seul d’une sorte de fonction momentanée lui donnant le même pouvoir qu’aux officiers de justice.
Suivant l’ancien coutumier, lorsqu’on criait haro, chacun devait sortir et, si le délit paraissait digne de mort ou de mutilation de membre, chacun devait aider à retenir le coupable ou crier haro après lui sous peine d’amende. Ceux qui avaient pris le malfaiteur ne pouvaient le garder qu’une nuit, après quoi, ils devaient le rendre à la justice, à moins qu’il n’y eût un danger évident. Par la suite, il resta de cet ancien usage que, quand quelqu’un criait haro, s’il s’agissait d’empêcher quelque violence publique ou particulière faite avec armes ou sans armes comme contre quelqu’un qui voulait en outrager un autre, commettre un vol ou un viol, tout le peuple devait assister le plaignant ; il n’était pas même nécessaire que ce soit l’offensé qui interjette le haro, un tiers pouvait le faire et il lui était également dû assistance tant pour protéger les innocents, que pour faire châtier les coupables.
La clameur de haro ne pouvait être intentée qu’en Normandie (et donc maintenant seulement dans les bailliages de Jersey et Guernesey), mais elle pouvait l’être par toutes personnes demeurant dans cette province, qu’elles en soient originaires ou non. À l’inverse, les Normands ne pouvaient en user dans un autre pays, même entre eux.
Les femmes pouvaient intenter cette clameur : les impubères pouvaient également y avoir recours, même sans être assistés de tuteur ou de curateur. Elle pouvait être intentée contre des ecclésiastiques, sans qu’ils puissent décliner la juridiction séculière, mais elle ne pouvait être intentée contre le roi, ni même contre ses officiers pour les empêcher de faire leurs fonctions et notamment contre les commis, huissiers et sergents employés pour les droits du roi. L’ordonnance des aides, tit. X. art. 38. défend à tous huissiers de recevoir de telles clameurs et aux juges d’y statuer. Godefroy excepte néanmoins le cas où un juge interviendrait sur la juridiction d’autrui et celui où un officier abuserait de son pouvoir, comme si un sergent emportait les meubles par lui exécutés sans laisser d’exploit ; dans ces cas, il y aurait lieu de crier au haro. Les officiers de la basoche ou régence du palais de Rouen, ont été autorisés par divers arrêts à intenter la clameur de haro contre les solliciteurs qui se trouvaient en contravention aux règlements concernant la discipline du palais.
L’effet du haro était qu’à l’instant qu’il était crié sur quelqu’un, celui-ci était fait prisonnier du roi ; et s’il s’absentait, il était toujours réputé prisonnier en quelque endroit qu’il aille ; et quoiqu’il ne soit pas resséant de la juridiction du lieu où le haro avait été crié, il pouvait être poursuivi et pris en quelque juridiction qu’il fût trouvé, pour être amené dans les prisons du lieu où le haro avait été crié. Toute entreprise devait cesser de part et d’autre, sous peine d’amende contre celui qui aurait fait quelque chose au préjudice et d’être condamné à rétablir ce qu’il aurait emporté ou défait.
Les deux parties étaient tenues de donner caution ; savoir, le demandeur de poursuivre sa clameur et le défendeur d’y défendre ; et ces cautions étaient tenues de payer le juge. C’était au sergent à recevoir ces cautions, de même que les autres cautions judiciaires. Si les parties refusaient de donner caution, le juge devait les emprisonner.
Après que les cautions étaient données, la chose contentieuse était séquestrée, jusqu’à ce que le juge ait statué sur la provision.
L’ancien coutumier dit que le duc de Normandie avait la court du haro, c’est-à-dire la connaissance de cette clameur et qu’il devait faire enquête pour savoir s’il avait été crié à droit ou à tort.
La connaissance du haro appartient au juge royal, sans néanmoins exclure le seigneur haut justicier. Sous l'Ancien Régime, quand on procédait devant le juge royal en matière civile, la connaissance du haro appartenait au vicomte entre roturiers et au bailli entre nobles et au lieutenant criminel, en matière criminelle, entre toutes sortes de personnes. Cette nuance a disparu dans son emploi insulaire.
Si le demandeur ou le défendeur n’intentent pas leur action sur le haro dans l’an et jour qu’il a été interjeté, ils n’y sont plus recevables ; et si après avoir l’un ou l’autre formé leur action, ils restent pendant un an sans faire de poursuite, la clameur de haro tombe en péremption.
Le juge du haro doit prononcer une amende contre l’une ou l’autre des parties ; seule la quotité de l’amende est arbitraire. Les parties ne peuvent transiger dans cette matière ; c’est par cette raison qu’on leur fait donner caution, l’un de poursuivre, l’autre de défendre.

## Limitations
La Clameur de Haro peut être annulée. Cela a été le cas, en 1778, quand Guernesey a décidé d'ériger 15 tours meurtrières, à divers points stratégiques de la côte, pour empêcher toute incursion française sur l'île. Bien que la plupart des tours devaient être construites sur des terrains communaux, ou sur des terres publiques au-dessus de la ligne des hautes eaux, trois tours devaient être construites sur des terres privées. Compte tenu de l'importance capitale du projet, il a été décidé d'appliquer, si nécessaire, l'expropriation pour cause d'utilité publique (eminent domain)… malgré toute Clameur de Haro ou toute opposition que ce soit.

## Aujourd'hui
Existant encore, sous différentes formes, dans les îles Anglo-Normandes, toujours régies par la coutume de Normandie, la clameur de haro permet toujours à quiconque d’obtenir la cessation immédiate de toute action qu’il considère enfreindre ses droits. Le greffier enregistre la clameur de haro au greffe de Saint-Hélier et de Saint-Pierre-Port.

### Bailliage de Guernesey
- À Guernesey, le plaignant (le Criant), doit s’écrier (en français également) : « haro, haro, haro ! À mon aide mon Prince, on me fait tort ! » et réciter le Notre Père[2]. La clameur de Guernesey nécessite qu'une grâce soit prononcée ensuite : « La Grâce de Notre-Seigneur Jésus-Christ, la dilection de Dieu et la sanctification du Saint-Esprit, soient avec nous tous, éternellement. Amen. ». Il faut deux témoins, et on peut lever la clameur devant la Cohue sur les lieux de l’offense.

- À Sercq, le plaignant doit, en face du témoin, se découvrir la tête, s’agenouiller, clamer « Haro, haro, haro ! Au nom de Dieu et du Roi, laissez ce travail… », et réciter le Notre Père (en français).

La clameur doit être ensuite rédigée, dans un affidavit, par un huissier de justice, puis enregistrée par le greffier à l’office du greffe dans les vingt-quatre heures. Toutes les actions contre la personne doivent alors cesser jusqu’à ce que l’objet du différend soit entendu par la cour de justice. Le requérant dispose d'un délai d'un an et un jour pour intenter une action devant la Cour Royale pour la confirmation de la clameur. Si celle-ci est déboutée et considérée comme un abus manifeste, la partie plaignante (qui auparavant pouvait être condamnée à une peine de prison) peut être condamnée à une amende. La dernière clameur de haro enregistrée a été prononcée en juin 1970 pour empêcher la construction d’un mur de jardin.
Début juin 2010, une nouvelle clameur de haro, à Guernesey, dans la paroisse (commune) de Saint-André-de-La-Pommeraie (Saint Andrews), relative à un litige foncier avec un établissement bancaire, n'a pas pu être enregistrée, sur le refus du vice-bailli (bailiff) de Guernesey. Le 14 août 2018, une nouvelle clameur de haro, relative à un plan d'aménagement et de développement à Havelet Waters (Saint-Pierre-Port) réalisé sans consultation préalable a été soulevée par une habitante contestant la régularité du projet et dénonçant une parodie de justice. Celle-ci a été enregistrée l'après-midi au greffe, mais refusée peu de temps après.

### Bailliage de Jersey
À Jersey, le lésé se met à genoux sur les lieux de l’offense, devant deux témoins, et récite « Haro ! Haro ! Haro ! À l’aide mon Prince, on me fait tort ». Le Notre Père n’est pas obligatoire.

## Dans la littérature
Dans la fable de Jean de la Fontaine intitulée Les Animaux malades de la peste, la phrase « À ces mots, on cria haro sur le baudet » évoque cette clameur.